# Raionul Primorski (Varna)
Raionul Primorski este o parte componentă a municipiului Varna, creat de Adunarea Națională a Bulgariei prin Legea privind diviziunea teritorială a municipiului Sofia și a marilor orașe. Primarul este Petya Prodanova.
Raionul este situat în partea de nord-est a orașului Varna. Este al treilea raion ca populație (105.340 locuitori) în Bulgaria, după raioanele Liulin și Mladost din Sofia.
Aici funcționează 88 școli superioare și 20 de școli primare și secundare, precum și 22 de grădinițe. Există, de asemenea, 7 spitale și policlinici. Pe teritoriul său se află stațiunile maritime Nisipurile de Aur, Sf. Konstantin și Elena, Ceaika și Euxinograd.
Palatul Sporturilor și Culturii se numără printre atracțiile din raion, cu sala sa de 5.000 de vizitatori, în care în mod tradițional găzduiește meciuri internaționale echipa națională de volei a Bulgariei.
Partea slabă a infrastructurii regiunii este lipsa autostrăzilor, precum și un număr insuficient de pasaje, ceea ce exacerbează trafic intens. Mai mult de 150 de grădini din Grădina Mării din Varna au fost vândute oamenilor de afaceri..

## Galerie

Stațiuni și repere din Raionul Primorski
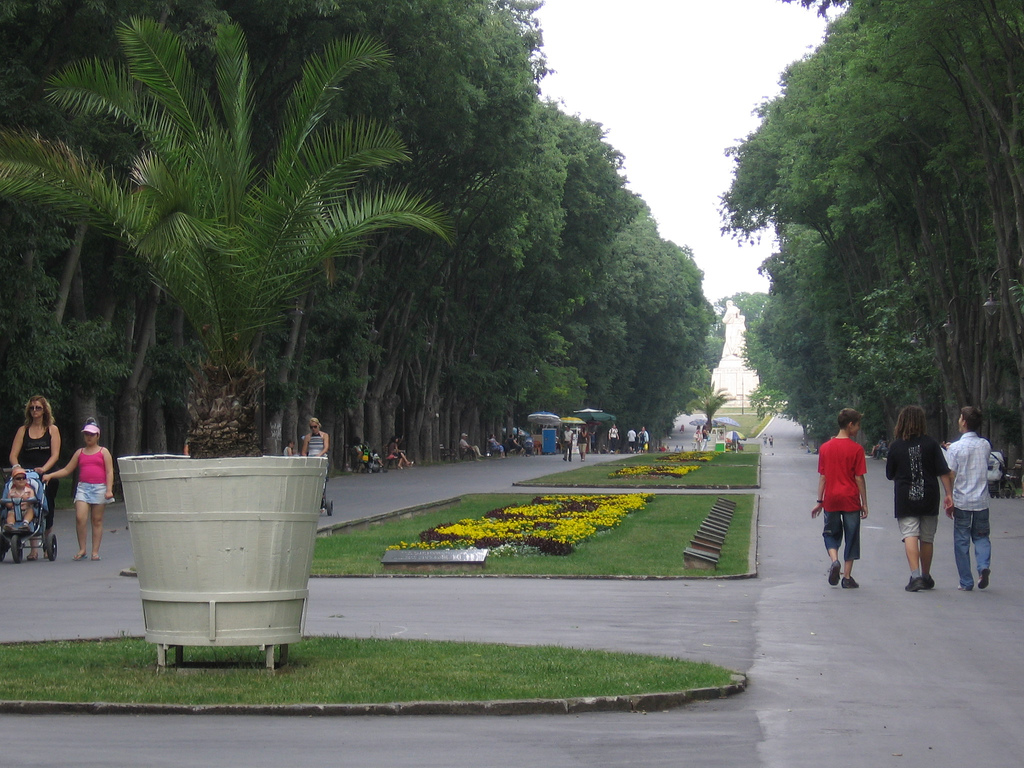
Grădina Mării
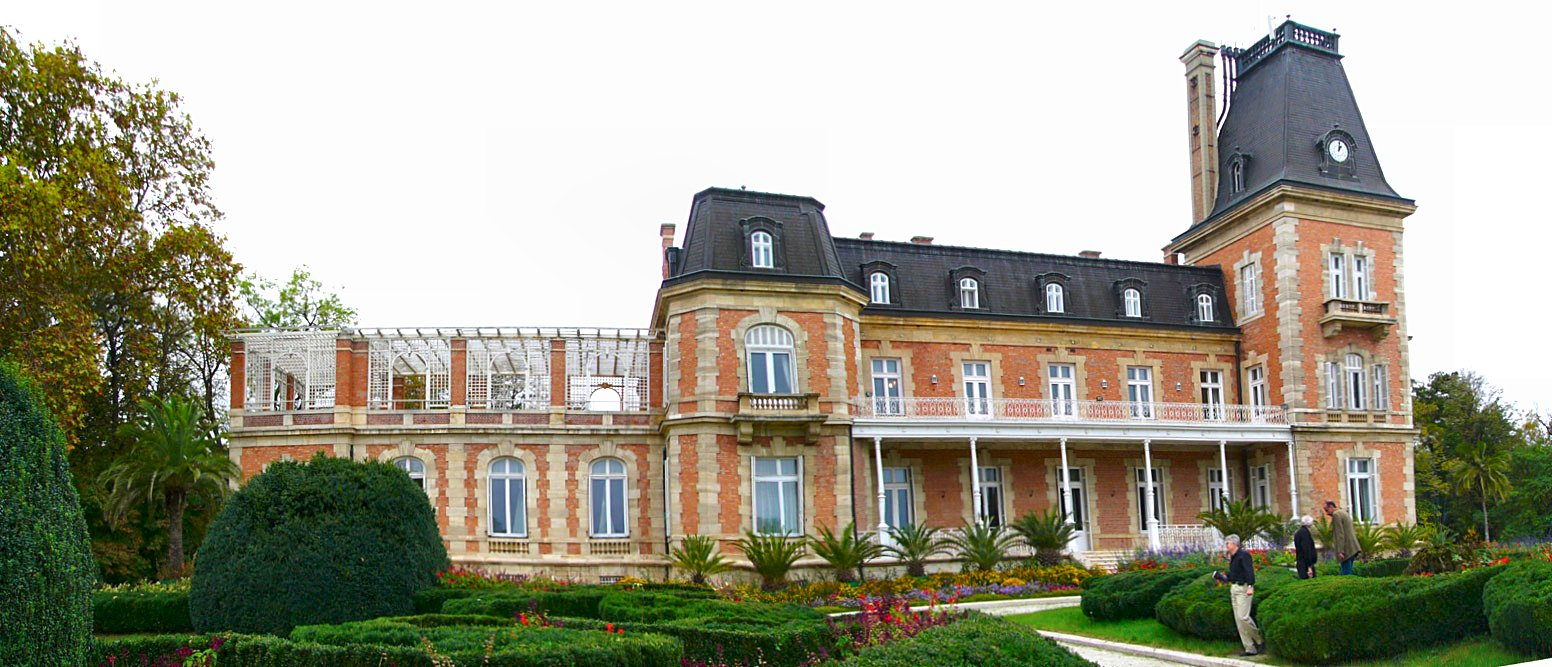
Palatul Euxinograd
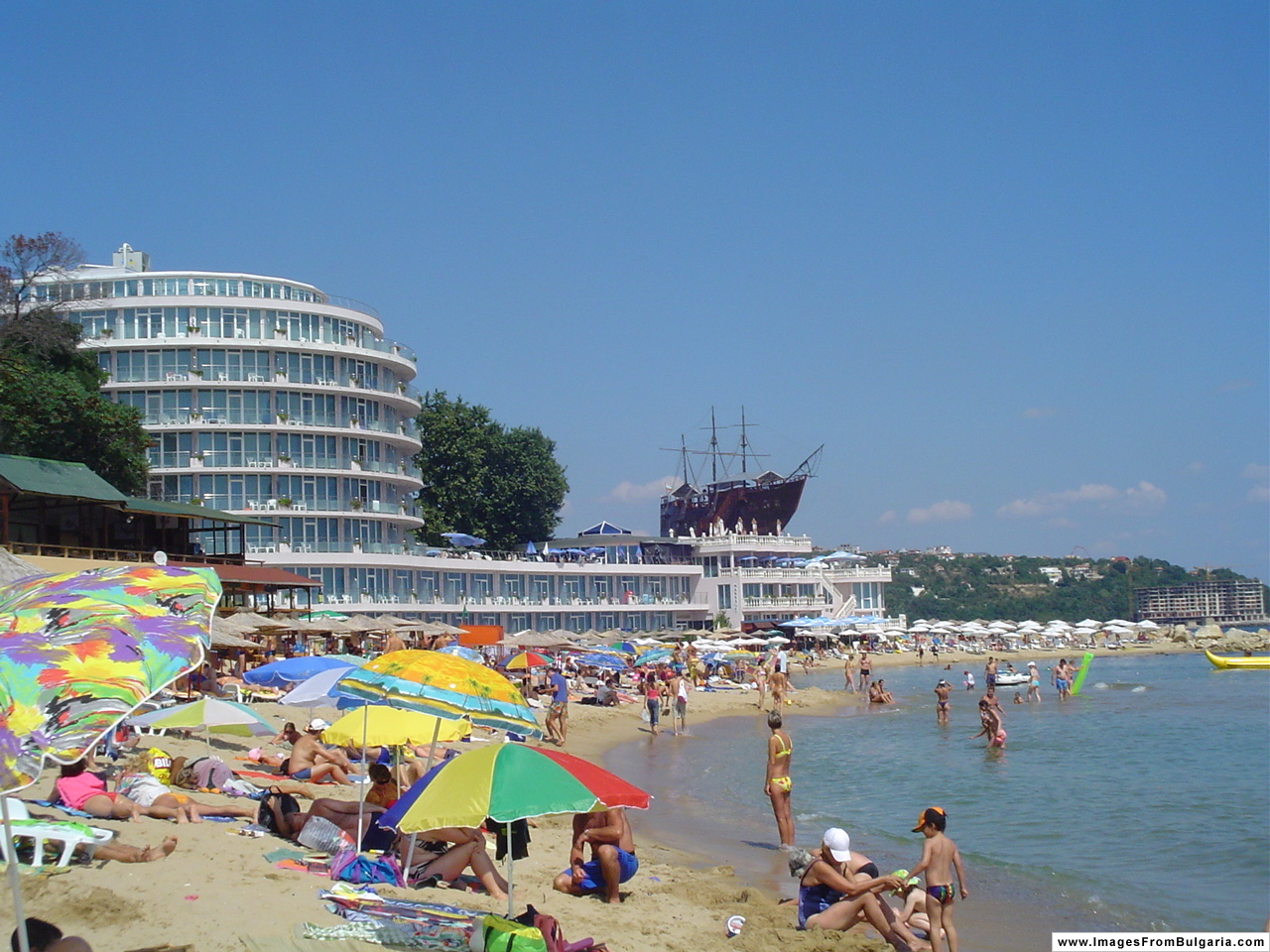
Stațiunea „Sfinții Constantin și Elena“
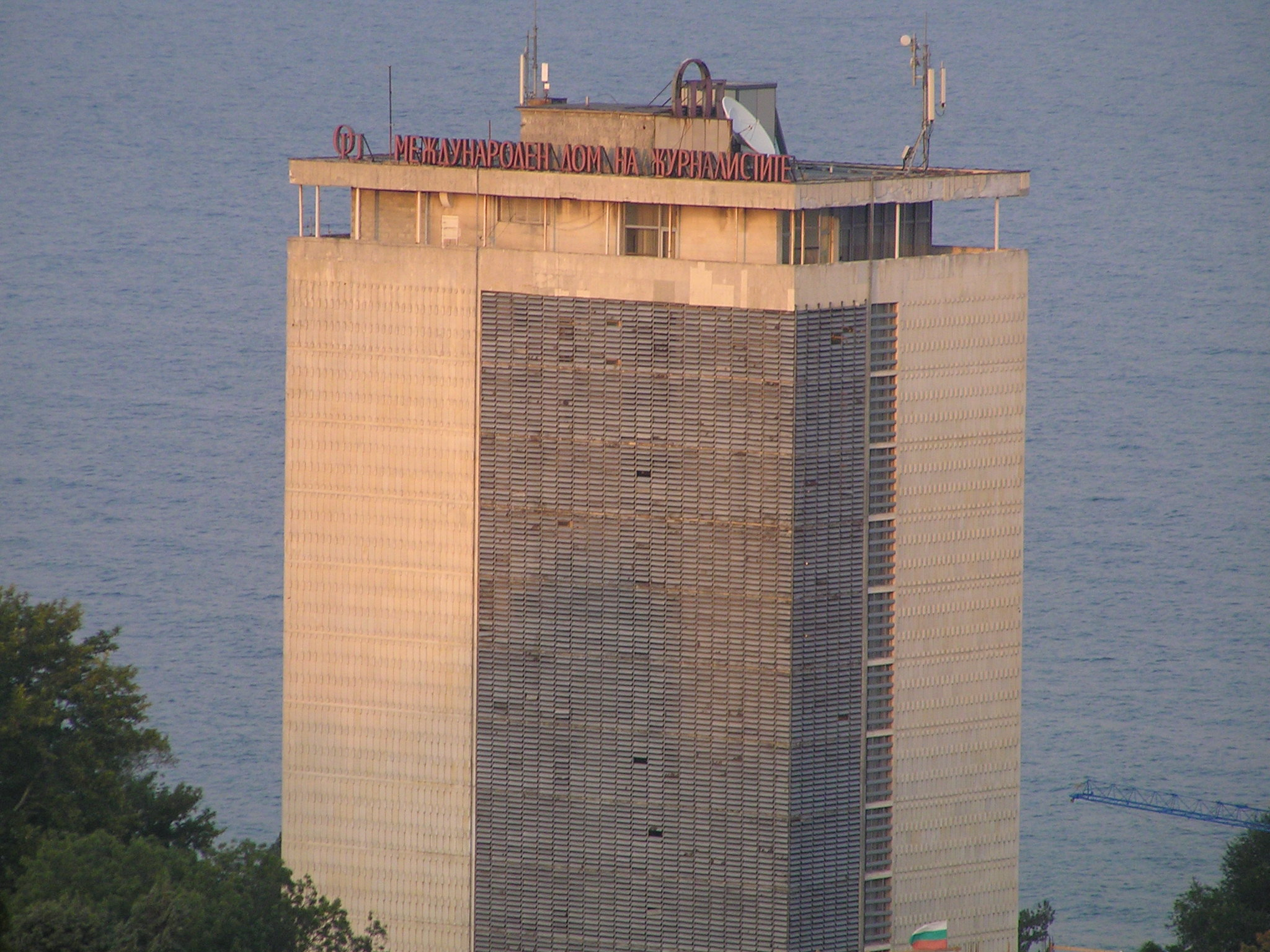
Complexul „Chayka“
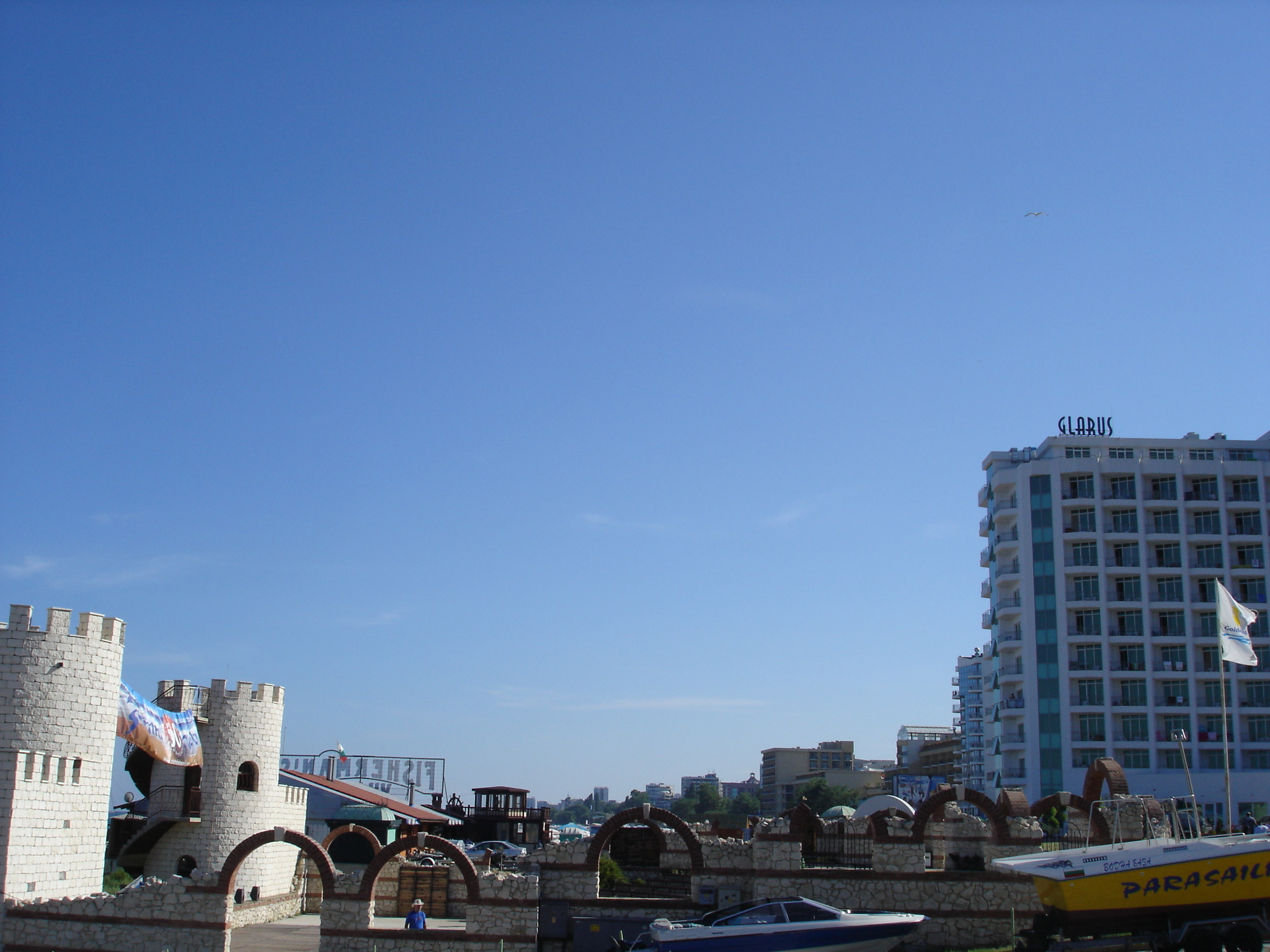
Stațiunea „Nisipurile de Aur“
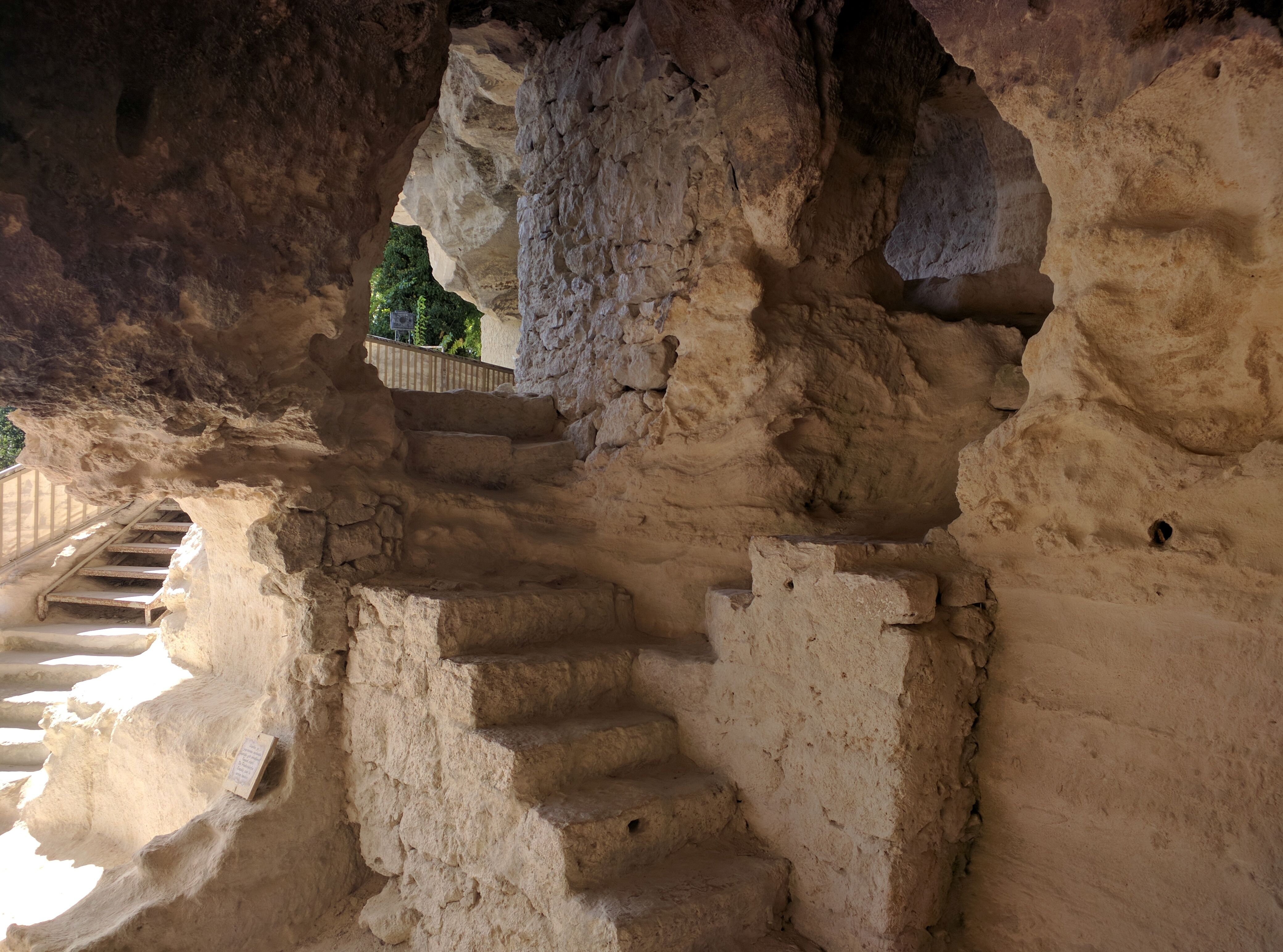
Mănăstirea Aladja

## Legăturiexterne
- Site oficial Arhivat în 1 martie 2009, la Wayback Machine.